# Chicago Tribune
Chicago Tribune é o maior jornal publicado na cidade de Chicago, Illinois, é a publicação principal do Tribune Company. Anteriormente autointitulado como "o maior jornal do mundo" (pelo qual a rádio e televisão WGN são nomeados), ele continua a ser o jornal diário mais lido da área metropolitana de Chicago e na região dos Grandes Lagos, e é atualmente o oitavo maior jornal dos Estados Unidos por circulação (e tornou-se o segundo maior sob propriedade do Tribune após empresa dona do jornal comprar o Los Angeles Times).
Tradicionalmente publicado como folhetim, em 13 de janeiro de 2009, o Tribune anunciou que iria continuar a ser publicando neste formato de entrega em domicílio, mas iria publicar em formato de tabloide para bancas de jornais, caixa de notícias e as vendas em estações de passageiros.
Em agosto de 2011, o Tribune Company interrompeu a edição do tabloide, retornando para sua tradicional edição de folhetim, através de todos os canais de distribuição. O expediente do Tribune é notável por exibir a bandeira americana, referindo-se o lema do jornal, "Um jornal americano para os americanos", que não é mais exibido no cabeçalho, onde estava abaixo da bandeira.